# Cán Tỷ
Cán Tỷ là một là một xã thuộc tỉnh Tuyên Quang, Việt Nam.

## Địa lý
Xã Cán Tỷ có vị trí địa lý:
- Phía đông giáp huyện Yên Minh
- Phía tây giáp xã Thanh Vân và xã Bát Đại Sơn
- Phía nam giáp xã Lùng Tám và xã Đông Hà
- Phía bắc giáp huyện Yên Minh và xã Bát Đại Sơn.

Xã Cán Tỷ có diện tích 41,11 km², dân số năm 2019 là 4.875 người, mật độ dân số đạt 119 người/km².

## Hành chính
Xã Cán Tỷ được chia thành 8 thôn: Đầu Cầu I, Đầu Cầu II, Xín Suối Hồ, Lùng Vái, Sảng Cán Tỷ, Pờ Chúa Lủng, Sủa Cán Tỷ, Giàng Chủ Phìn.

## Lịch sử
Trước đây, Cán Tỷ là một xã thuộc huyện Đồng Văn.
Ngày 5 tháng 7 năm 1961, Hội đồng Chính phủ ban hành Quyết định số 91-CP về việc thành lập xã Cán Tỷ thuộc huyện Đồng Văn trên cơ sở một phần diện tích và dân số của xã Cán Tý.
Ngày 15 tháng 12 năm 1962, Hội đồng Chính phủ ban hành Quyết định số 211-CP về việc thành lập huyện Quản Bạ trên cơ sở tách xã Cán Tỷ thuộc huyện Đồng Văn.